# The Joker and the Queen
“The Joker and the Queen” es una canción del cantautor británico Ed Sheeran  perteneciente a su quinto álbum = , que fue lanzado el 29 de octubre del 2021 por Asylum y Atlantic Records. Sheeran escribió y produjo la canción junto con Johnny McDiad, Fred Gibson y Sam Roman. La versión en colaboración de la canción, con Taylor Swift fue lanzada el 11 de febrero del 2022 como el cuarto sencillo del álbum.
El sencillo es una balada Folk-pop de ritmo lento impulsada por un piano, tempo de vals y cuerdas inspiradas en la década de 1950. Marca la cuarta colaboración entre Sheeran y Swift, después de "Everything Has Changed" (2012), "End Game" (2017) y "Run" (2021). Un vídeo musical, es en sí mismo una secuela del vídeo de "Everything Has Changed" y con los mismos actores, fue lanzado el mismo día que la canción. El sencillo se ubicó en el número dos en Japón y el Reino Unido, el número tres en Singapur, el número cinco en Irlanda, Lituania y Malasia, el número 11 en Australia, Bélgica y Vietnam, el número 12 en Canadá, el número 15 en Filipinas y el número 19. en Hong Kong y Suiza.

## Desarrollo y lanzamiento
"The Joker and the Queen" es una canción escrita y producida por el cantautor inglés Ed Sheeran, junto con sus colaboradores Johnny McDaid, Fred y Sam Romans. Después de escribir "Bad Habits" Sheeran pensó que había terminado de escribir para un día antes de que Fred tocara para el un instrumental de piano creado por Roman que Gibson pensaba "era muy hermoso" y que no había podido usar en alguna canción. Después Sheeran pasó 20 minutos escribiendo metáforas, incluyendo el título de la canción y la frase "I fold, you saw my hand, you let me win, you put the cards on the table." Sheeran pensó que la escritura de la canción era muy simple, por lo que no le gustó. Sin embargo, Matthew, el hermano de Sheeran, creó una composición de cuerdas para la canción, la cual Sheeran admiró por el sonido que parecía un "viejo clásico que existía desde los 50's. La canción fue grabada en Fieldwork Studio en Londres y Suffolk, Stamford Street en Londres, Promised Land Music Studios en Londres, Abbey Road Studios en Londres y Pixel en Londres. La mezcla estuvo a cargo de Mark "Spike" Stent en Mixsuite, mientras que Stuart Hawkes la masterizó en Metropolis Studios en Londres. "The Joker and the Queen" se lanzó el 29 de octubre de 2021 como la sexta pista del quinto álbum de estudio de Sheeran =.

### Remix
Poco después del lanzamiento de =, Sheeran confirmó que se había grabado una nueva grabación de la canción con un cantante estadounidense y que se lanzaría en enero de 2022; sin embargo, advirtió que no era oficial ya que no había sido autorizado para su publicación. La cantautora estadounidense Taylor Swift, colaboradora frecuente de Sheeran, comenzó a insinuar que ella era la artista destacada de la canción, usando varios Easter egg, como en el video musical de Swift para I Bet You Think About Me, donde talla el signo igual. en un pastel de bodas; La directora del video, Blake Lively, promocionó el video con el emoji del comodín en las redes sociales. Swift también lanzó naipes en la promoción de su álbum regrabado de 2021, Red (Taylor's Version). Además, en el video musical "Overpass Graffiti" de Sheeran, el nombre de Swift se puede ver en una columna de un periódico, así como en una chaqueta de cuero que usa Sheeran, que también tiene un estampado de comodín y reina.
En diciembre de 2021, Sheeran confirmó que el dúo "The Joker and the Queen" se lanzaría como el cuarto sencillo de = en 2022. El 1 de febrero de 2022, Sheeran reveló en las redes sociales que estaba firmando algunos CD para un nuevo proyecto, que presentaba una obra de arte con un bromista y una reina que se parecían a Swift. Cuatro días después, los créditos de la canción en el video con la letra de "The Joker and the Queen" mostraban "(feat. Taylor Swift)" en el título. Sheeran reveló oficialmente que el remix de "The Joker and the Queen" presentaría a Swift en los Premios Brit de 2022 en una entrevista en la alfombra roja con LADbible. Sheeran anunció el sencillo a través de las redes sociales al día siguiente, cuyo lanzamiento está previsto para el 11 de febrero de 2022.  El sencillo marcó la cuarta colaboración entre Sheeran y Swift, después de "Everything Has Changed" (2013), "End Game" (2017) y "Run" (2021).

## Música y letras
"The Joker and the Queen" es un vals folk. Se ha descrito como una balada de piano "cinematográfica". En el remix a dúo, Swift se hace cargo del segundo verso con una perspectiva femenina, reemplazando la letra original de Sheeran. La letra explica el amor usando la analogía de un juego de cartas.

## Recepción le la crítica
La pista recibió críticas positivas. Melissa Ruggieri de USA Today dijo que el dúo es una balada tierna y sincera, acentuada por "una suntuosa melodía de piano con un sonido cinematográfico de cuerdas". La escritora de Billboard Hannah Dailey escribió que la canción es una delicada balada de piano sobre cómo reavivar el amor perdido. Jason Brow de Hollywood Life lo describió como "otra gran adición a la tradición de Ed Sheeran y Taylor Swift". Michael Major de BroadwayWorld apodó la pista como una versión bellamente reinventada de la pista original del álbum. Robin Murray de Clash lo llamó un "gusano del oído que no se distrae", afirmando que era "agradable pero definitivamente no distraía, más en la vena MOR de Sheeran que en el trabajo de recuperación reciente de Taylor". Dijo que Swift y Sheeran están "disfrutando del clasicismo, utilizando la forma para crear una delicia suave". Gulf News lo calificó como una "balada romántica relajante" y un "regalo del Día de San Valentín para (sus) fans".

## Desempeño comercial
Tras el lanzamiento de =, la versión del álbum de "The Joker and the Queen" debutó en los puestos 66, 78 y 99 en las listas ARIA Singles de Australia, Canadian Hot 100, y Billboard Global 200, respectivamente. Tras el lanzamiento de la versión a dúo, "The Joker and the Queen" alcanzó un nuevo pico del número 11 en Australia, y debutó en los números dos y cinco en las listas de singles del Reino Unido e Irish Singles, respectivamente. Debutó en el número 15 en la lista Billboard Philippine Songs y alcanzó el número 10 en Billboard Global 200.

## Video Musical
El video musical de "The Joker and the Queen" continuó la historia del video del sencillo de Swift de 2013 con Sheeran, "Everything Has Changed"; los niños actores que se parecían a Swift y Sheeran en el último video, Ava Ames y Jack Lewis, respectivamente, interpretan las versiones adultas de sí mismos en el primero. El video muestra un mensaje de texto entre los dos personajes, que es un intercambio de texto real entre Sheeran y Swift que se compartió en la cuenta de Instagram de Swift en 2015. Una captura de pantalla del video musical "Everything Has Changed" también aparece como una fotografía enmarcada en Vídeo de "The Joker and the Queen".

## Créditos
Créditos adaptados de Spotify y notas de =:
• Ed Sheeran – Voz, composición, producción, coros.
• Taylor Swift – Voz, composición (Solo en el remix)                                                                  
• Fred – Composición, producción, ingeniería, arreglo de cuerdas, bajo, teclado.                    
• Johnny McDaid – Composición, producción, ingeniería.                                                          
• Romans – Composición, producción, guitarra, piano.                                                              
• Mark "Spike" Stent – Mezcla.                                                                                                    
• Matt Wolach – Asistente de mezcla.                                                                                          
• Kieran Beardmorre – Asistente de mezcla.                                                                               
• Charlie Holmes – Asistente de mezcla.                                                                                     
• Graham Archer – Ingeniería, producción vocal.                                                                        
• Matt Glasbey – Ingeniería.
• Neil Dawes – Asistente de ingeniería.
• Will Reynolds – Asistente de ingeniería.
• Marta Di Nozzi – Asistente de ingeniería.
• Matthew Sheeran – Arreglo de cuerdas, programación.
• Joe Rubel – Grabación de cuerdas, programación de cuerdas.
• Marco Parisi – Cuerdas Adicionales.
• Peter Gregson – Director.
• Tom Kelly – Copia.
• Ashok Klouda – Violonchelo.
• León Bosch – Contrabajo.
• Hilary Skewes – Arreglo.
• Stuart Hawkes – Masterización.